# Пліш Богдан Йосипович
Богдан Йосипович Пліш (нар. 4 червня 1977, м. Мукачево, нині Україна) — український культурний діяч, дириґент. Заслужений діяч мистецтв України (2013). Народний артист України (2021).

## Життєпис
Богдан Пліш народився 4 червня 1977 року у місті Мукачевому.
Закінчив Мукачівську хорову школу хлопчиків та юнаків (керівник — Володимир Волонтир), Національну музичну академію України імені Петра Чайковського (2001, хорове диригування, клас народного артиста СРСР, професора Лева Венедиктова; 2006, оперно-симфонічне диригування, клас народного артиста України, професора Романа Кофмана), пройшов асистентуру-стажування у Лева Венедиктова.
Художній керівник й дириґент камерного хору «Кредо» (від 2002), регент церковного хору храму «Архангела Гавриїла» при телерадіокомпанії «Глас» (від 2002), головний хормейстер (від 2013), диригент Ансамблю камерної музики імені Бориса Лятошинського.
Суфлер (2002), хормейстер (2007—2013), головний хормейстер (від 2013) Національного академічного театру опери та балету України імені Тараса Шевченка. Хормейстер-постановник опер «Бояриня» Віталія Кирейка, «Любовний напій» Гаетано Доніцетті, «Попелюшка» Джоаккіно Россіні, «Дон Карлос» Джузеппе Верді, «Казка про царя Салтана» Миколи Римського-Корсакова, «Флорія Тоска», «Богема» Джакомо Пуччині, хорових сцен в балеті «Грек Зорба» Мікісом Теодоракіса.
Співпрацює з найвідомішими композиторами України — Євгеном Станковичем, Лесею Дичко, Валентином Сильвестровим, Мирославом Скориком, Ганною Гаврилець, Віктором Степурком, Михаїлом Шухом.

## Відзнаки
- гран-Прі ІІІ Всеукраїнського конкурсу хорових диригентів (2005);
- лауреат премії імені Левка Ревуцького (2011);